# 10e régiment de voltigeurs de la Garde impériale

Le 10e Voltigeurs de la garde est un régiment français des guerres napoléoniennes. Il fait partie de la Jeune Garde.

## Historique du régiment
- 1813 - Créé et nommé 10e régiment de Voltigeurs de la garde impériale
- 1814 - Dissout.

## Chef de corps
- 1813 : Claude Suisse de Sainte-Claire

## Batailles
Ce sont les batailles principales où fut engagé très activement le régiment. Il participa évidemment à plusieurs autres batailles, surtout en 1814.
- 1813 : Campagne d'Allemagne (1813)
  - Dresde
  - Leipzig
- 1814 : Campagne de France (1814)
  - Doullens,
  - Laon,
  - 28 mars : Bataille de Claye et Combat de Villeparisis
  - Paris

## Personnalités ayant servi au régiment
- Jean-Baptiste-Jacques-Alexandre Le Boursier (1777–1821), chef de bataillon au 10e régiment de voltigeurs le 8 avril 1813